# Аммания изящная
Аммания изящная (лат. Ammannia gracilis) — вид травянистых болотных растений семейства Дербенниковые (Lythraceae). Родом из Западной Африки. Популярное аквариумное растение, которое в местах своего природного обитания является сорным растением рисовых полей. Первые образцы растения для аквариумистики были привезены в Европу из Либерии.

## Описание
Гидрофитное травянистое многолетнее растение, которое может быть и подводным, и надводным. Имеет вертикальную форму роста. Корневая система развита слабо. Растение имеет ветвящийся, мясистый стебель, длиной до 50–60(70) см, который может полегать и укореняться в узлах. Диаметр стебля может достигать 1,2 см, а окраска может быть от ярко-красной до светло-розовой. 
Листья простые, сидячие, цельно-крайние, крестообразно-супротивные, тупоконечные и слегка волнистые. Растение гетерофилльное, в зависимости от среды:
- Надводные листья имеют форму от линейной до обратно-яйцевидной, длиной 2–6 см, шириной 1,0–1,8 см, окрашены в оливково-зелёный цвет. В длину вырастают от 2 до 6 см, в ширину 1,0–1,8 см. Надводные листья более плотные, чем подводные[4].
- Подводные листья ланцетные (или по другим источникам обратноланцетные[9]), длиной 7–12 см, шириной 0,7–1,8 см, лицевая сторона листа окрашена от оливково-зелёного до коричнево-красного цвета, тыльная — пурпурная.

Цветки мелкие, пазушные, появляются только на надводных побегах. Цветки имеют четыре фиолетовых лепестка и 4 или 8 тычинок. Цветки собраны по 3–7 штук в небольшие соцветия, которые расположены в пазухах листьев. Созревание плодов проходит в шаровидных коробочках, а семена имеют округлую форму.

## Ареал и среда обитания
Исходно растение эндемично для региона сахель Западной Африки, обитает в бассейнах рек Синегал и Гамбия (историческая область Сенегамбия).
Обитает на берегах и в прибрежной зоне пресноводных водоёмов, на болотистой почве, на участках залитых водой, на берегах рек, рисовых полях. Температура воды (22)24–27 °С.

## Применение
Используется как декоративное аквариумное растение. Является длинностебельным растением, высаживается группами на заднем и среднем плане. Интенсивность окраски растения зависит от условий содержания, при слабом освещении окраска будет тусклой. При наличии железа в воде окраска становится более красной. Освещение должно быть ярким и не менее 10 часов в сутки. Растение не любит наличие взвесей в воде. 
Размножается черенками и боковыми отводками. 